# ジジガ
ジジガ (ソマリ語：Jigjiga)(アムハラ語：ጅጅጋ)はエチオピア東部のソマリ州の州都。
2015年の人口は15万9300人。
ハラールの約80km東、ソマリア国境から約60km西に位置する。
ソマリランド共和国の首都のハルゲイサとハラールを結ぶ主要道路上に位置する。

## 歴史

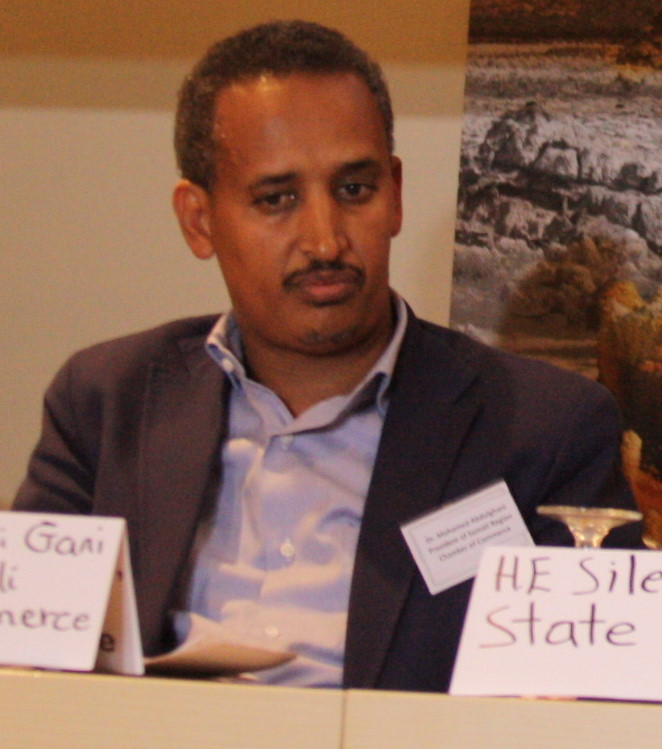
ジジガに司令部を置くソマリ青年同盟の商業大臣のモハメド・アブドゥルガニ

1900年3月、ソマリアのサイイド・ムハンマド・アブドゥラー・ハッサンの軍がジジガを攻撃した。
1916年、エチオピア貴族のテクレ・ハワリアト・テクレ・マリヤムがジジガを碁盤状の都市に整備した。
1923年、郵便制度が始まった。
1935年、イタリアの2度目のエチオピア侵略で、エチオピア貴族のナシブ・ジーマニュエルがジジガに司令部を置いた。
1936年5月5日夜、ナヴァッラ大佐率いるイタリア王国軍がジジガを占領した。
1941年3月17日、イギリスのアフリカ第1軍団の第23ナイジェリア旅団が、既にイタリア王国軍が撤退した後のジジガを占領した。
1942年1月31日、イギリス・エチオピア協定の結果、ハウドの大部分は指定保留地域としてイギリスが占領し続けた。
1948年、イギリスとエチオピアがハウドからのイギリス人の退去について交渉を始めた。
ジジガでソマリ青年同盟(SYL)が蜂起し、エチオピアの法と行政を拒んだ。
オガデン州知事は、駐留していたイギリス軍にソマリ青年同盟を排除するよう要請した。
ソマリ青年同盟の指導者が旗を下ろす事を拒んだ為、警察はマシンガンを群衆に向けて撃ち、25人を殺害した。
その際、警察官が1人殺害された。
直後にソマリ青年同盟はエチオピアで非合法化された。
1956年、電話が開通した。
1959年、ジジガ市長を務めていたゲルマメ・ネワイは、シダモ州が受ける差別を解消する為に、翌年のエチオピアクーデター未遂 (1960年)を率いた。
1974年4月13日、デルグの第3師団がジジガを占領し、州知事を軟禁した。
1977年9月中旬～1978年3月5日にかけて、ジジガはオガデン戦争のジジガの戦いの舞台になり、西ソマリ解放戦線のユスフ・デーレ大佐率いるアフマド・イブン・イブリヒム・アル＝ガジー師団とソマリア軍が占領した。
1995年、州再編によりソマリ州の州都になった。
1996年3月10日～3月13日、州政府が平和と発展を推進する為の会議を開いた。
副首相や防衛相、外務相、ティグレ州知事、ハラリ州知事、アムハラ州知事、南部諸民族州知事らが参加した。
2007年5月28日、デルグの崩壊式典の中で、ジジガとデゲハブルで(エチオピア政府の発表では)オガデン民族解放戦線がテロを起こし、16人が殺害され、67人が負傷した。
この中には式典で演説したばかりのソマリ州知事も含まれた。
2008年5月29日、ジジガ川が決壊し、ジジガの複数の区が浸水した。
29人が死亡し、350戸が流された。
9月27日、ジジガのホテル周辺でアル・イッティハード・アル・イスラミアが爆破テロを起こし、4人を殺害し20人が負傷した。
11月14日、ジジガとデゲハブルを結ぶ約170kmの道路がアスファルトで舗装された。
費用は2.3億ブルだった(2016年9月2日のレートで約10.8億円)。

## 交通

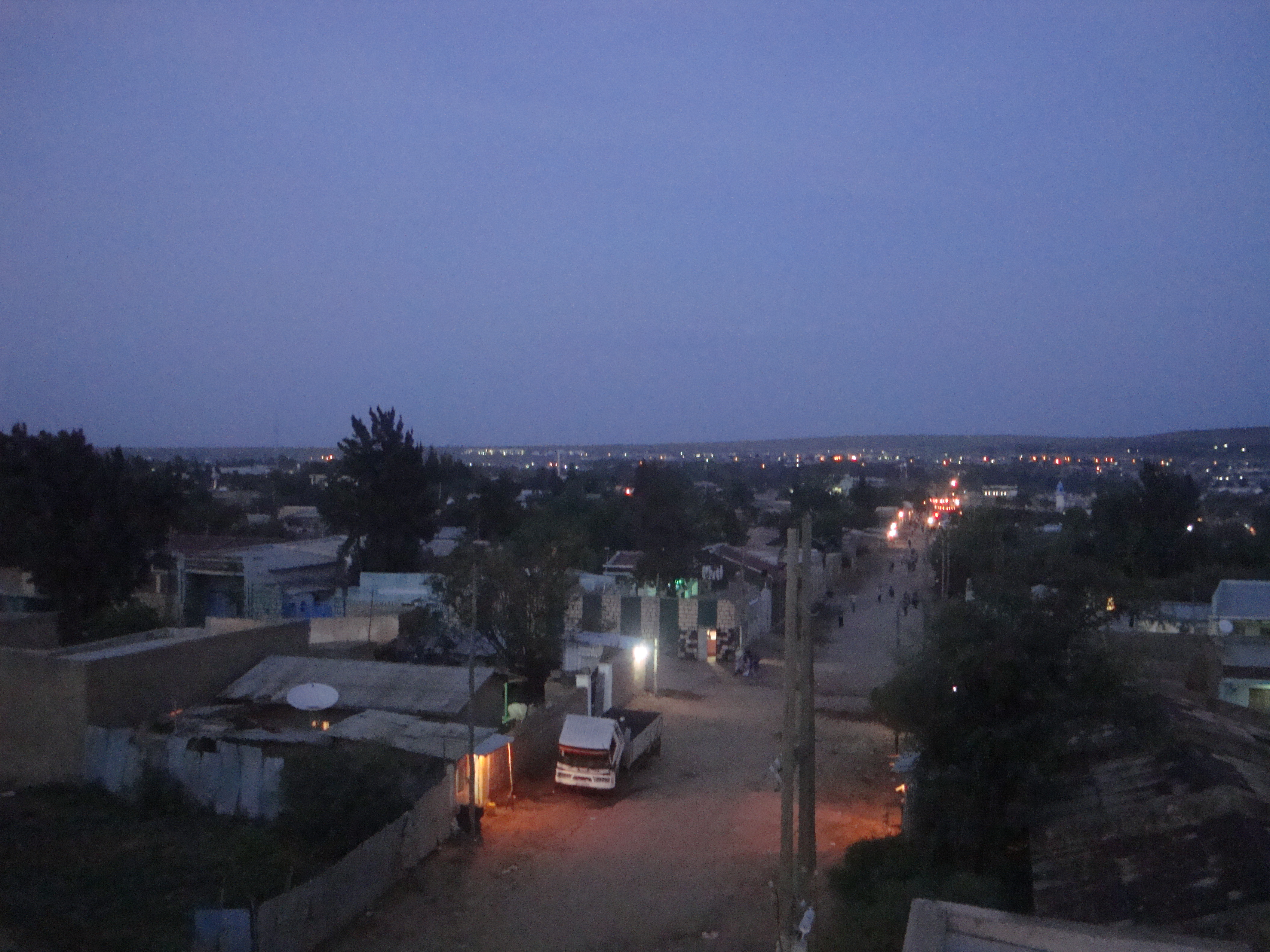
夜のジジガ

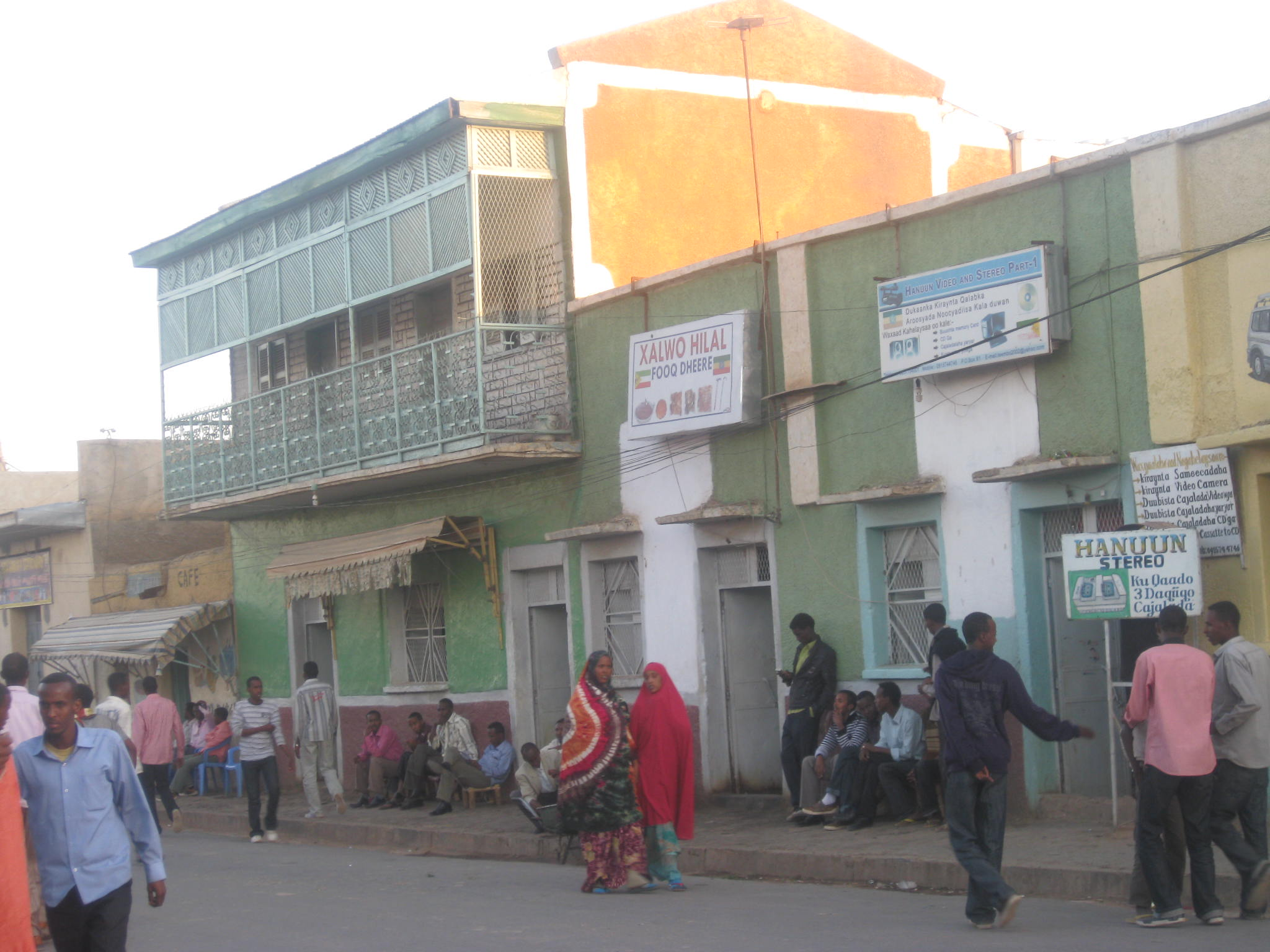
歴史的なフーク・デーレの建物

- ジジガ空港（英語版）

## 人口
- 1984年5月9日：2万3183人
- 1994年10月11日：5万6821人
- 1997年：6万5795人(男性：3万3266人、女性：3万2529人)
- 2005年：9万8076人(男性：5万355人、女性：4万7721人)[11]
- 2007年5月28日：12万5876人
- 2015年7月1日：15万9300人[12]

## 民族
- ソマリ人：99.0%
- オロモ人：0.44%
- グラゲ人：0.30%
- アムハラ人：0.25%
- その他：0.01%[13]

## 気候
ケッペンの気候区分では海洋性気候(Cwb)に属する。
高山気候(H)の影響を受け、季節変化に乏しい。
| ジジガの気候           | ジジガの気候 | ジジガの気候 | ジジガの気候 | ジジガの気候 | ジジガの気候 | ジジガの気候 | ジジガの気候 | ジジガの気候 | ジジガの気候 | ジジガの気候 | ジジガの気候 | ジジガの気候 | ジジガの気候  |
| 月                     | 1月          | 2月          | 3月          | 4月          | 5月          | 6月          | 7月          | 8月          | 9月          | 10月         | 11月         | 12月         | 年            |
| ---------------------- | ------------ | ------------ | ------------ | ------------ | ------------ | ------------ | ------------ | ------------ | ------------ | ------------ | ------------ | ------------ | ------------- |
| 平均最高気温 °C （°F） | 25.8 (78.4)  | 26.7 (80.1)  | 28.2 (82.8)  | 26.7 (80.1)  | 27.3 (81.1)  | 26.7 (80.1)  | 25.6 (78.1)  | 25.9 (78.6)  | 26.5 (79.7)  | 26.7 (80.1)  | 26.2 (79.2)  | 25.6 (78.1)  | 26.49 (79.7)  |
| 日平均気温 °C （°F）   | 16.4 (61.5)  | 18.4 (65.1)  | 20.3 (68.5)  | 20.2 (68.4)  | 20.9 (69.6)  | 21.1 (70)    | 20.5 (68.9)  | 20.6 (69.1)  | 20.7 (69.3)  | 18.9 (66)    | 17.4 (63.3)  | 16.9 (62.4)  | 19.36 (66.84) |
| 平均最低気温 °C （°F） | 7.1 (44.8)   | 10.2 (50.4)  | 12.4 (54.3)  | 13.7 (56.7)  | 14.6 (58.3)  | 15.5 (59.9)  | 15.5 (59.9)  | 15.3 (59.5)  | 14.9 (58.8)  | 11.2 (52.2)  | 8.7 (47.7)   | 8.2 (46.8)   | 12.27 (54.11) |
| 雨量 mm （inch）       | 11 (0.43)    | 25 (0.98)    | 47 (1.85)    | 105 (4.13)   | 93 (3.66)    | 56 (2.2)     | 84 (3.31)    | 127 (5)      | 101 (3.98)   | 41 (1.61)    | 16 (0.63)    | 6 (0.24)     | 712 (28.02)   |
| % 湿度                 | 49.4         | 46.7         | 51.7         | 61.6         | 63.1         | 64.5         | 63.9         | 64.1         | 62.7         | 57.7         | 49.9         | 50.3         | 57.13         |
| 出典1：Climate Data    |              |              |              |              |              |              |              |              |              |              |              |              |               |
| 出典2：humidity        |              |              |              |              |              |              |              |              |              |              |              |              |               |

## 環境
周辺には植生が少ない。
過去にはリカオンが存在したが、人口増加により絶滅した。
サボテンに身を隠すハイエナが生息する。
北側は平野が広がり、それ以外は岩山に囲まれている。